# Dinastia asturo-leonesa

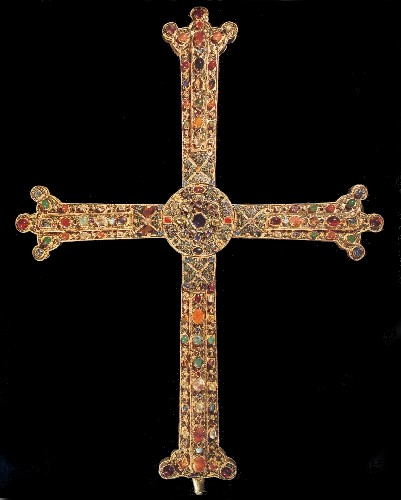
A Cruz da Vitória, um símbolo da dinastia Asturo-Leonesa

A dinastia asturiana ou asturo-leonesa em castelhano: dinastía asturiana ou astur-leonesa), conhecida em árabe como Banī Adhfūnsh ("filhos de Afonso"), era a família no governante dos reinos das Astúrias e de Leão de 739 até 1037. Sob seu governo, o reino asturo-leonês foi de um pequeno enclave na montanha a uma das potências dominantes da Península Ibérica.
A primeira família governante das Astúrias durou apenas duas gerações: Pelágio (r. 718–737) e Fávila (r. 737–739). O último foi sucedido pelo seu cunhado, Afonso I, o filho do Ducado da Cantábria Pedro e da sua esposa Ermesinda, irmã de Fávila. Ele fundou uma dinastia que duraria quase 300 anos.
No primeiro século, o reinado alternou entre os descendentes de Afonso e os de seu irmão, Fruela da Cantábria. Com a morte do neto de Afonso I,Afonso II (842), os descendentes de Fruela tomaram o trono permanentemente, liderados por Ramiro I. Após a morte de Afonso III (910), o reino foi dividido entre seus filhos. O século X foi, portanto, caracterizado por disputas familiares, que só foram encerradas pela sucessão de Bermudo II em 984. Durante esse período, porém, o Reino de Pamplona ficou mais poderoso e em 1034 os pamploneses capturaram Leão. O domínio da dinastia foi encerrado três anos depois, quando Bermudo III foi morto em batalha contra seu cunhado, Fernando I, da dinastia gimena de Pamplona, que depois assumiu o trono.
A historiografia produzida pela e para a dinastia, como a “Crônica de Afonso III” (final do século IX), fez do duque Pedro um descendente do rei visigodo Recaredo e enfatizou a suposta ascendência goda da dinastia.

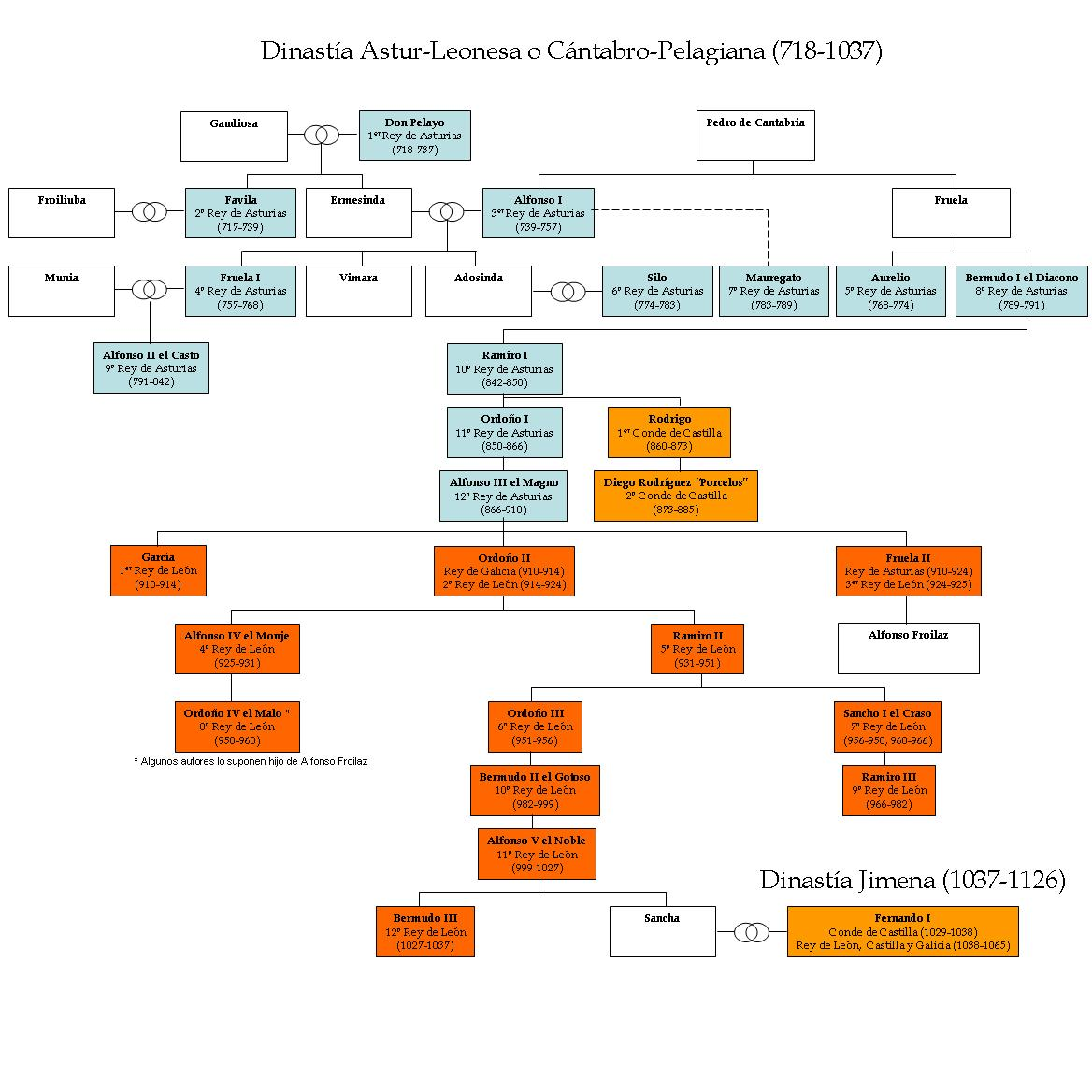
Dinastia do Reino das Astúrias e do Reino de Leão